# Savenay
Savenay är en kommun i departementet Loire-Atlantique i regionen Pays de la Loire i nordvästra Frankrike. Kommunen ligger i kantonen Savenay som tillhör arrondissementet Saint-Nazaire. År 2022 hade Savenay 9 465 invånare.

## Befolkningsutveckling
Antalet invånare i kommunen Savenay
| Referens: INSEE |